# Udamoselis estrellamarinae
Udamoselis estrellamarinae là một loài côn trùng cánh nửa trong họ Aleyrodidae, phân họ Udamoselinae.
Udamoselis estrellamarinae được Martin miêu tả khoa học đầu tiên năm 2007.